# Ceratoporia perplexa
Ceratoporia perplexa é uma espécie de fungo pertencente à família Ceratobasidiaceae.